# Listă de formații gothic metal

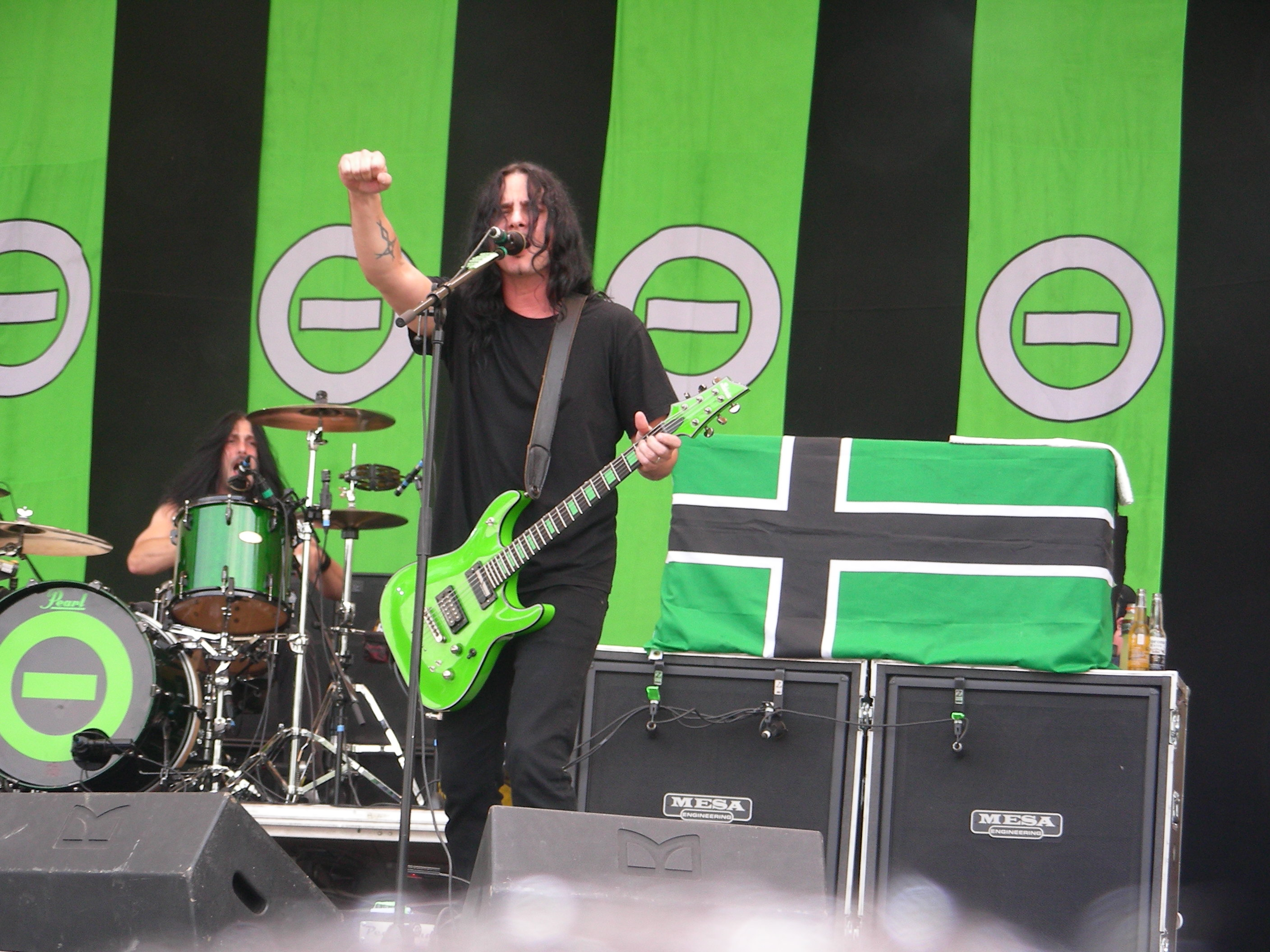
Type O Negative la festivalul Gods of Metal din 2007

Aceasta este o listă de formații gothic metal.

## Lista formațiilor

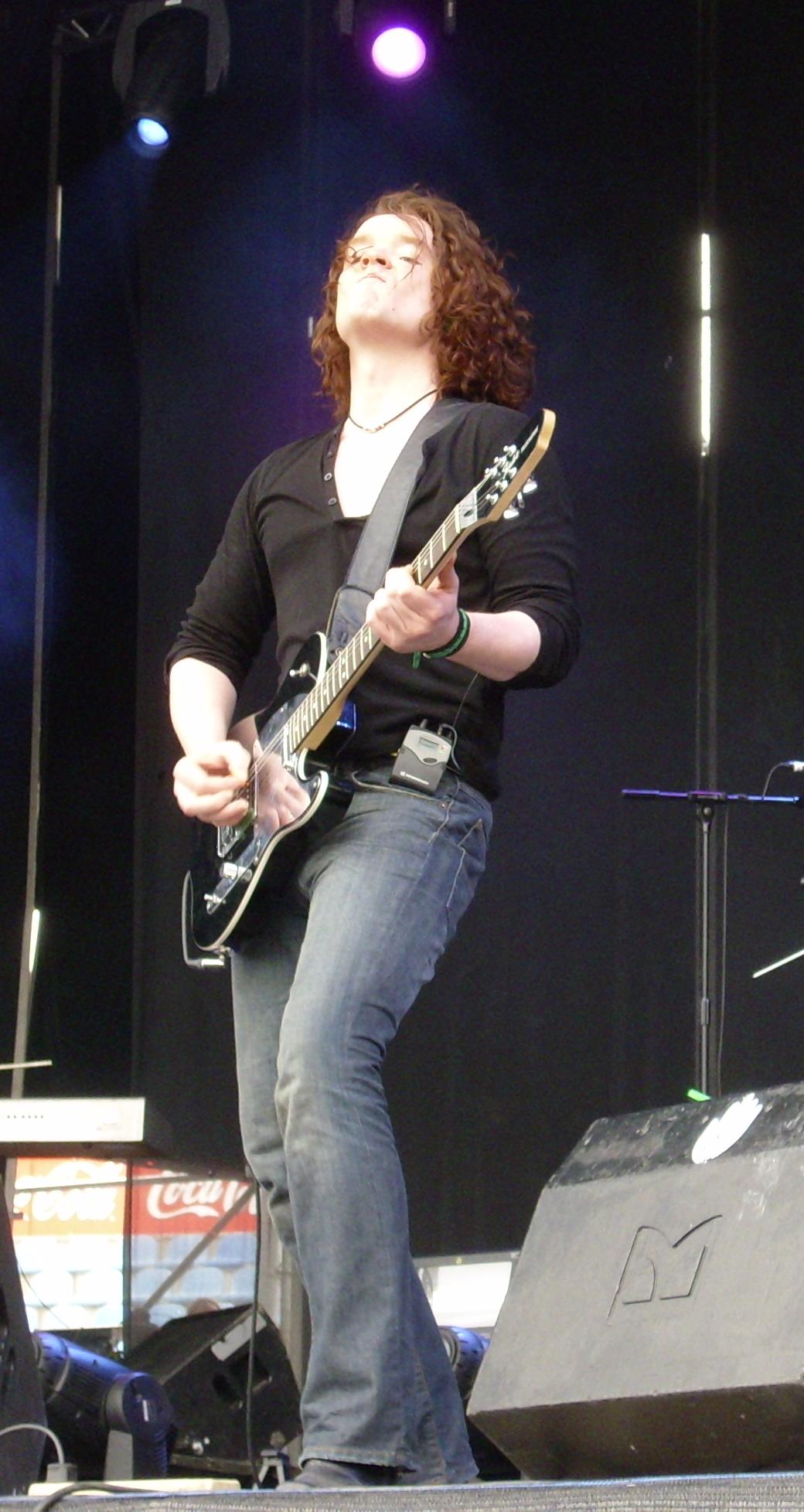
Vincent Cavanagh de la Anathema

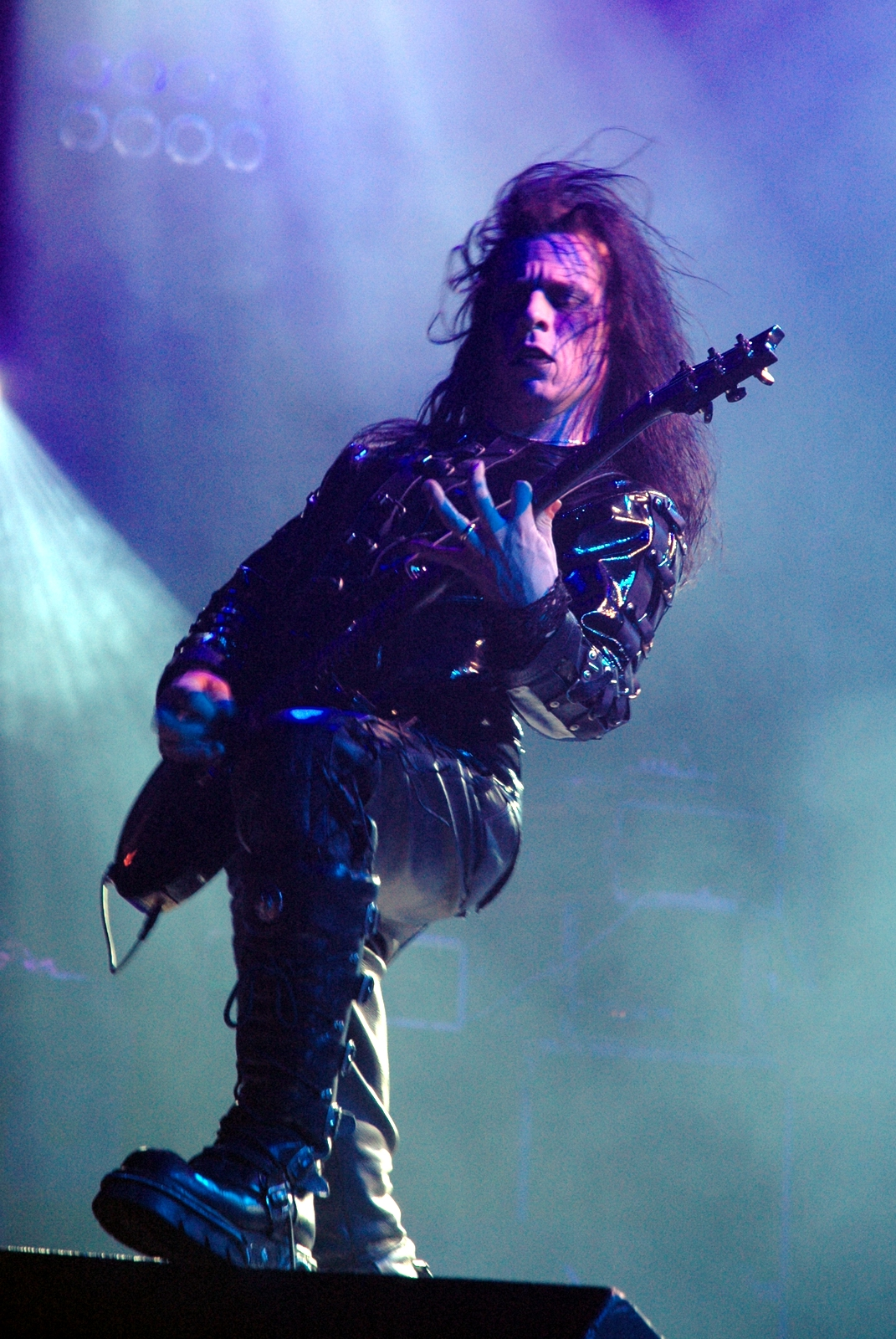
Paul Allender de la Cradle of Filth

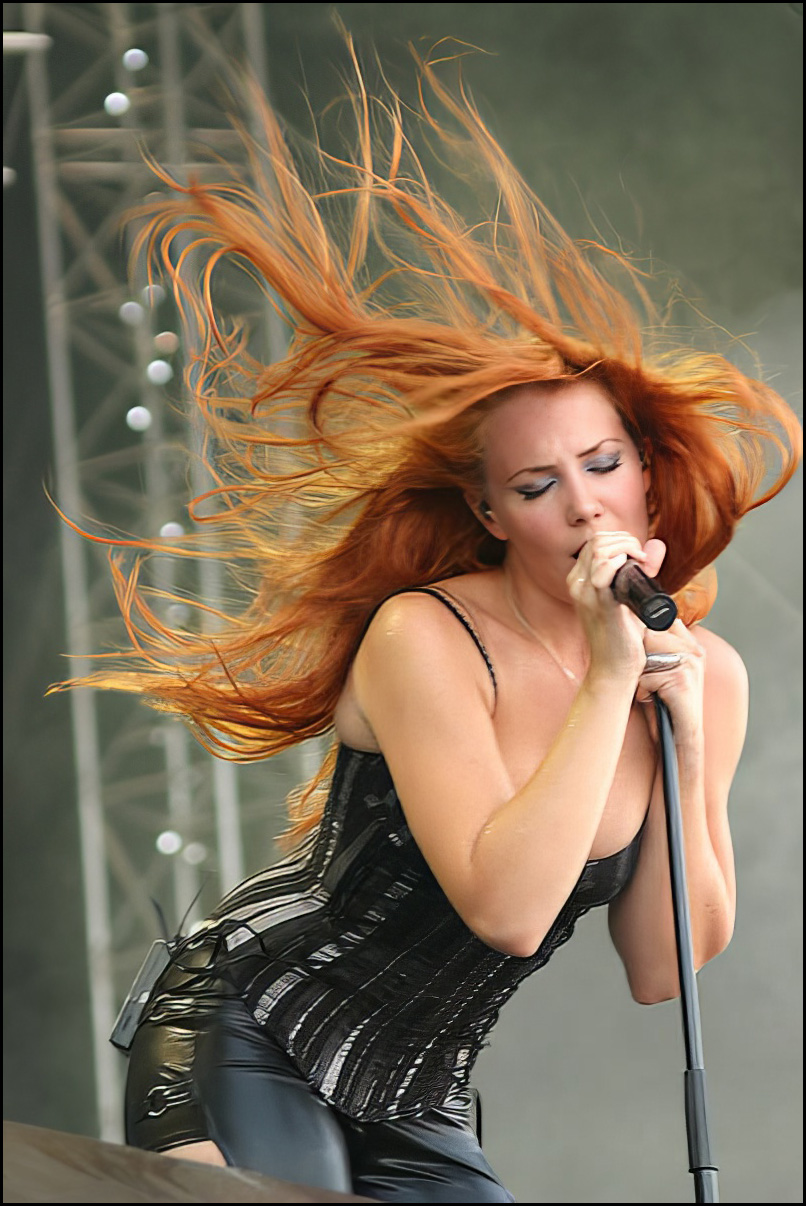
Simone Simons de la Epica

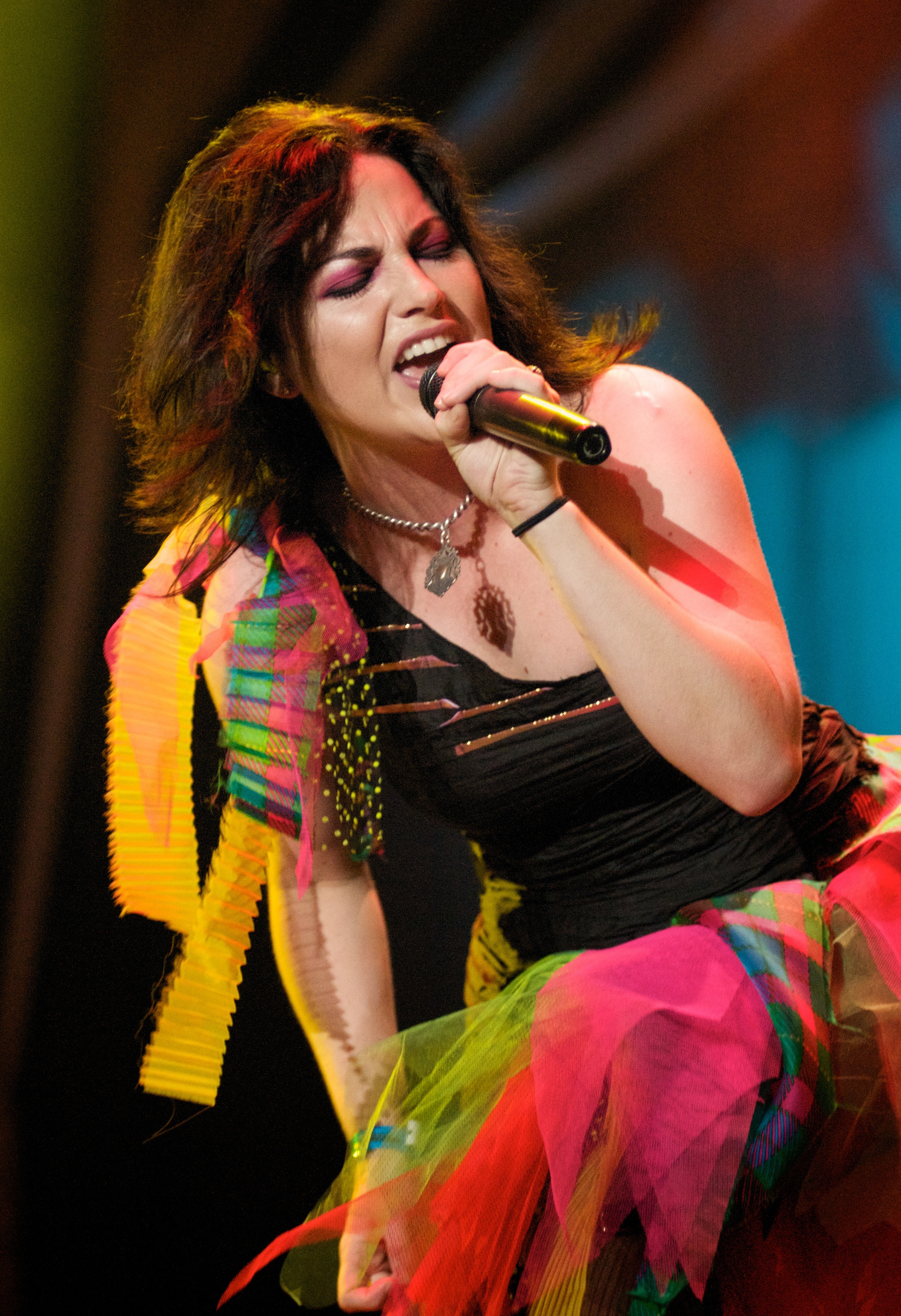
Amy Lee de la Evanescence

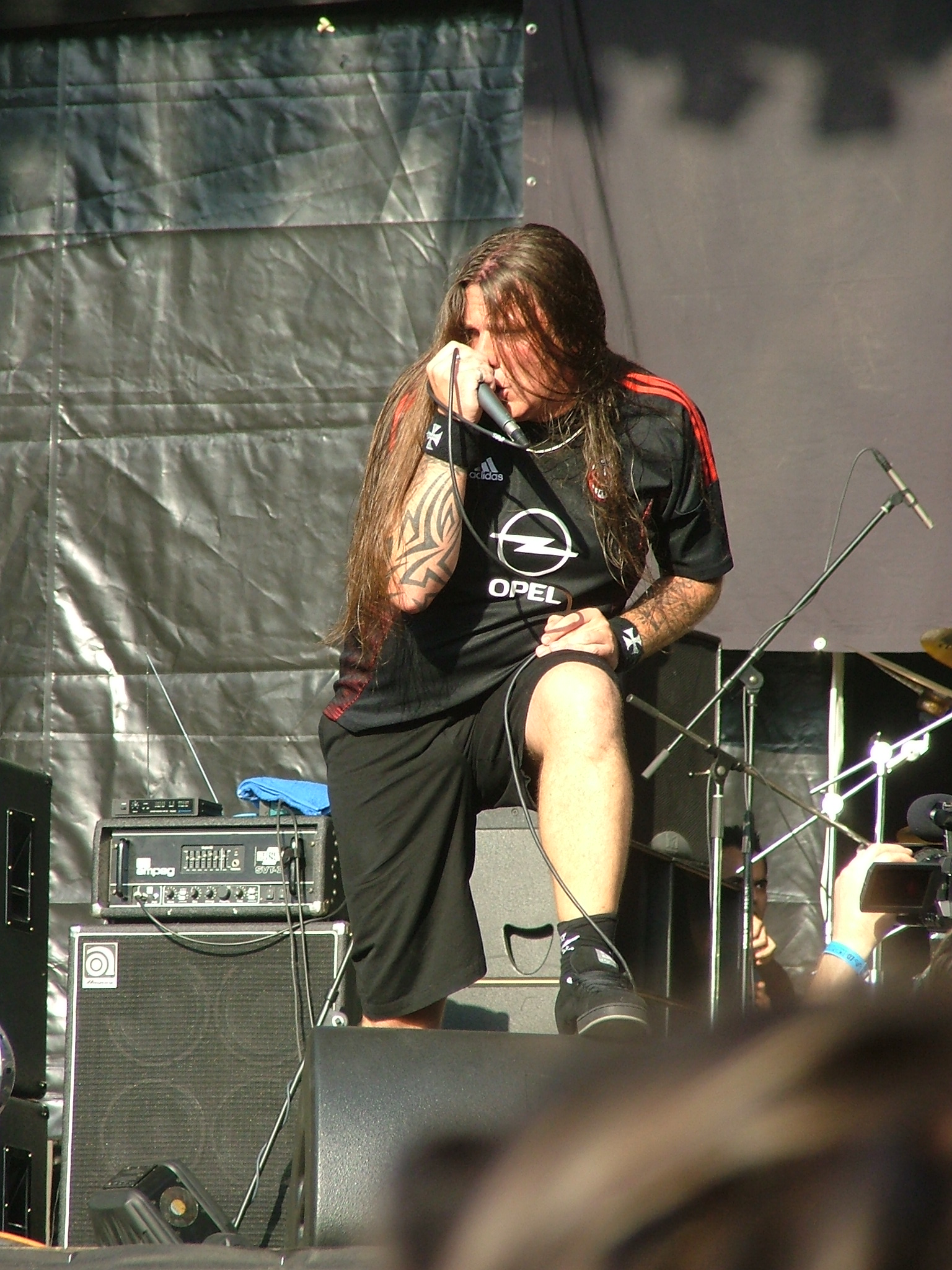
Stefano Fiori of Graveworm

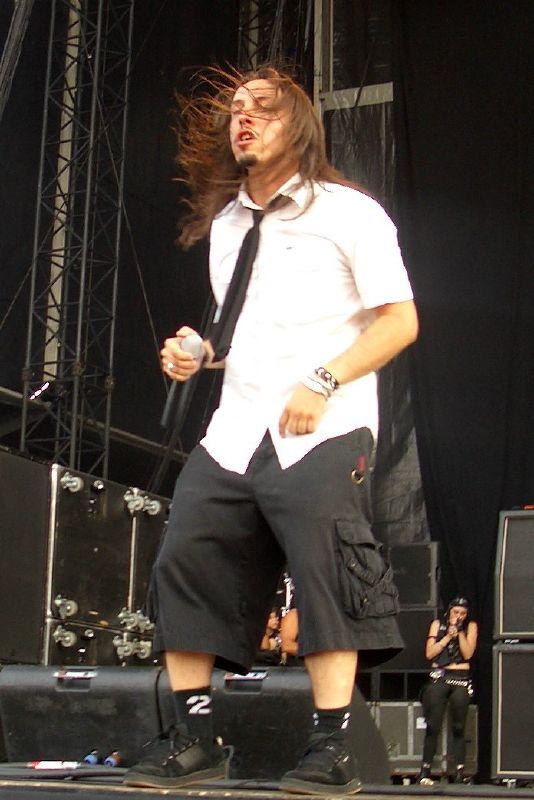
Andrea Ferro de la Lacuna Coil

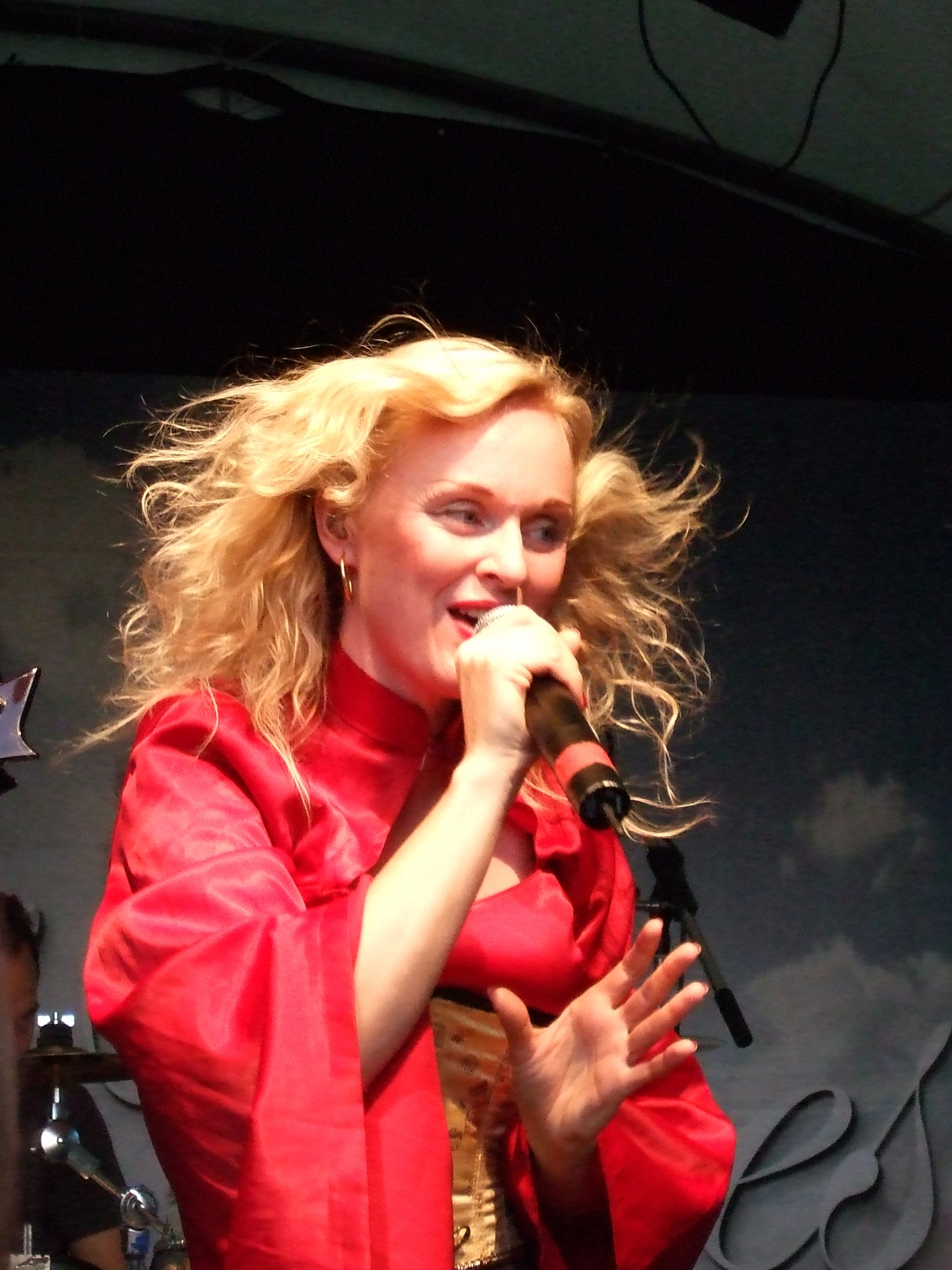
Liv Kristine de la Leaves' Eyes

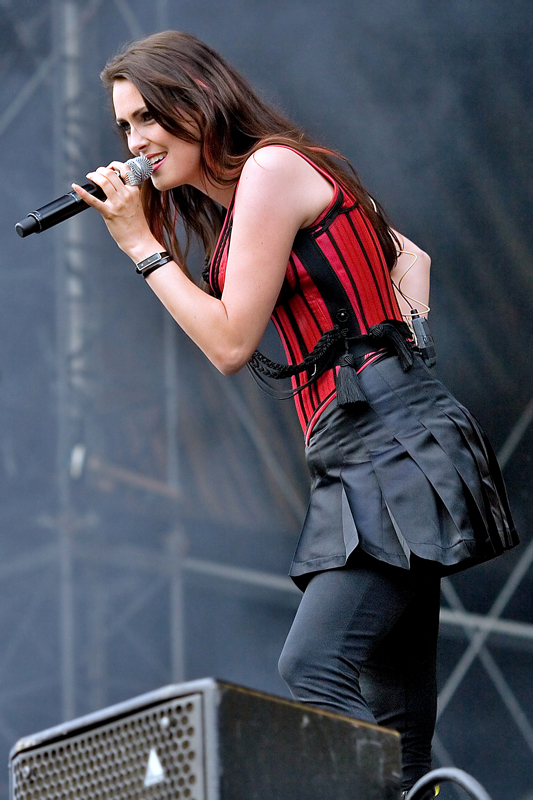
Sharon den Adel de la Within Temptation

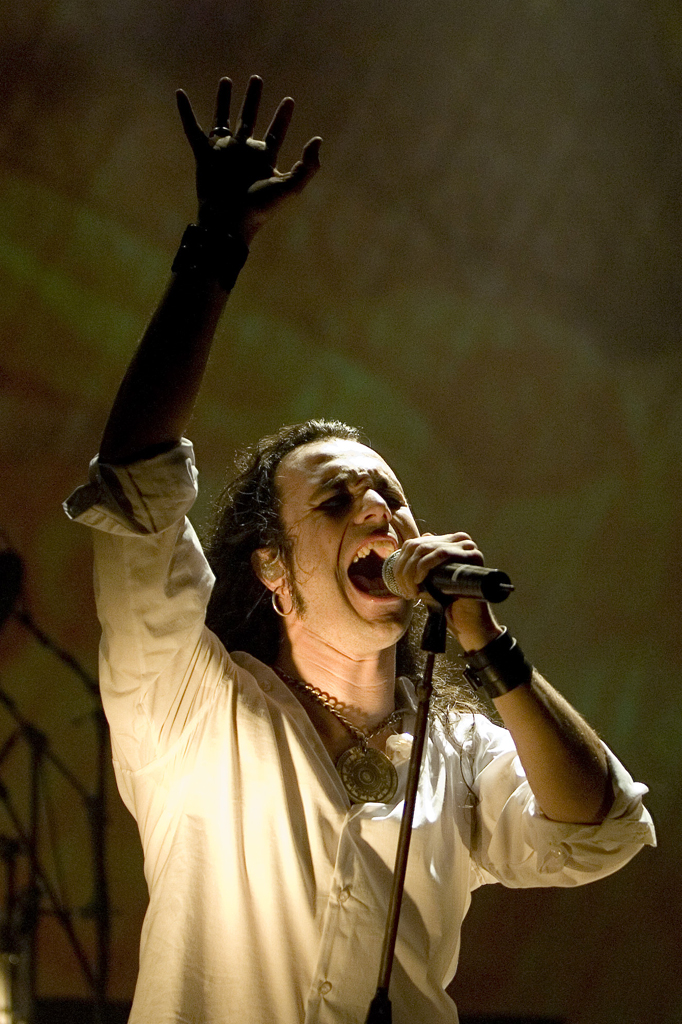
Fernando Ribeiro de la Moonspell

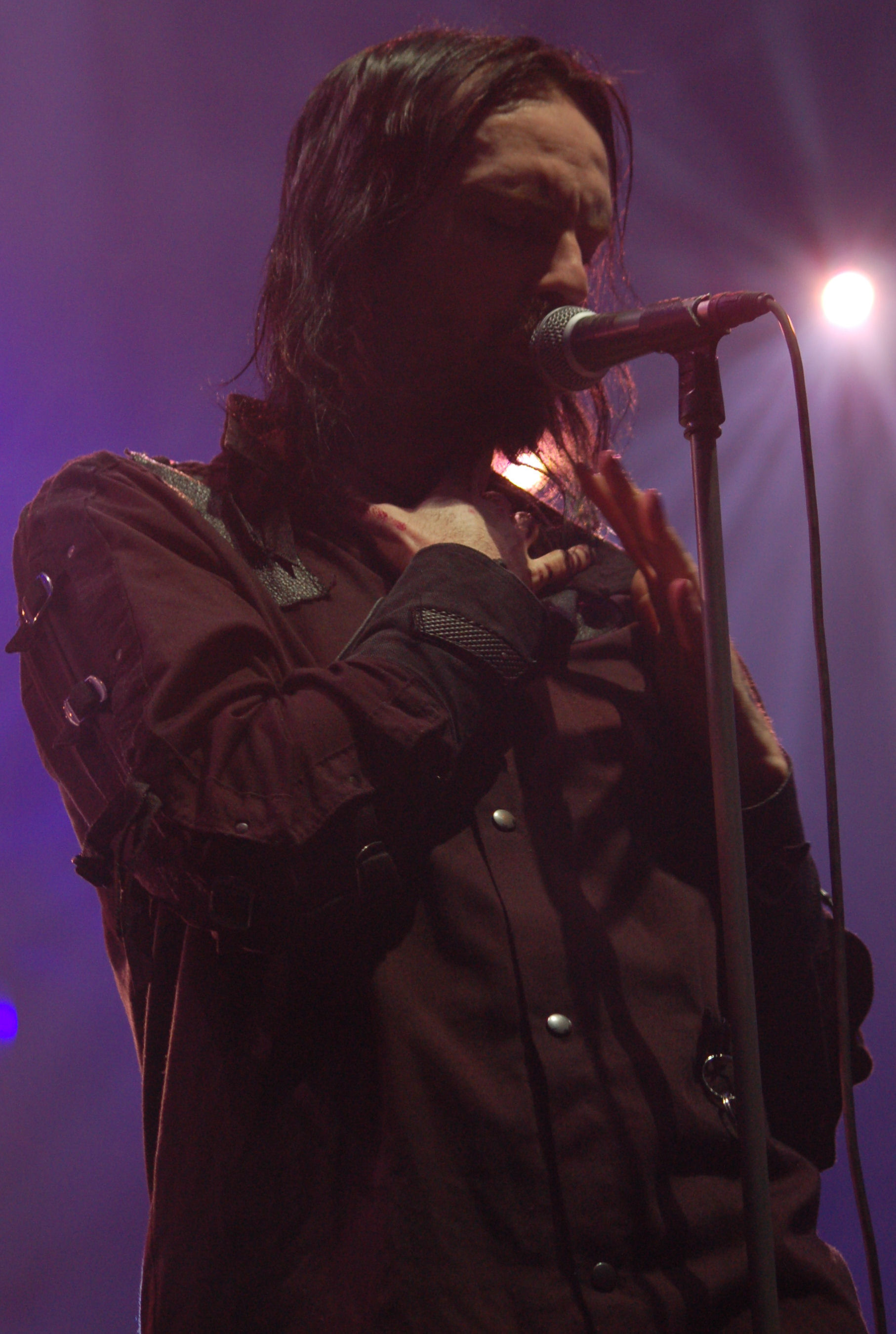
Aaron Stainthorpe de la My Dying Bride

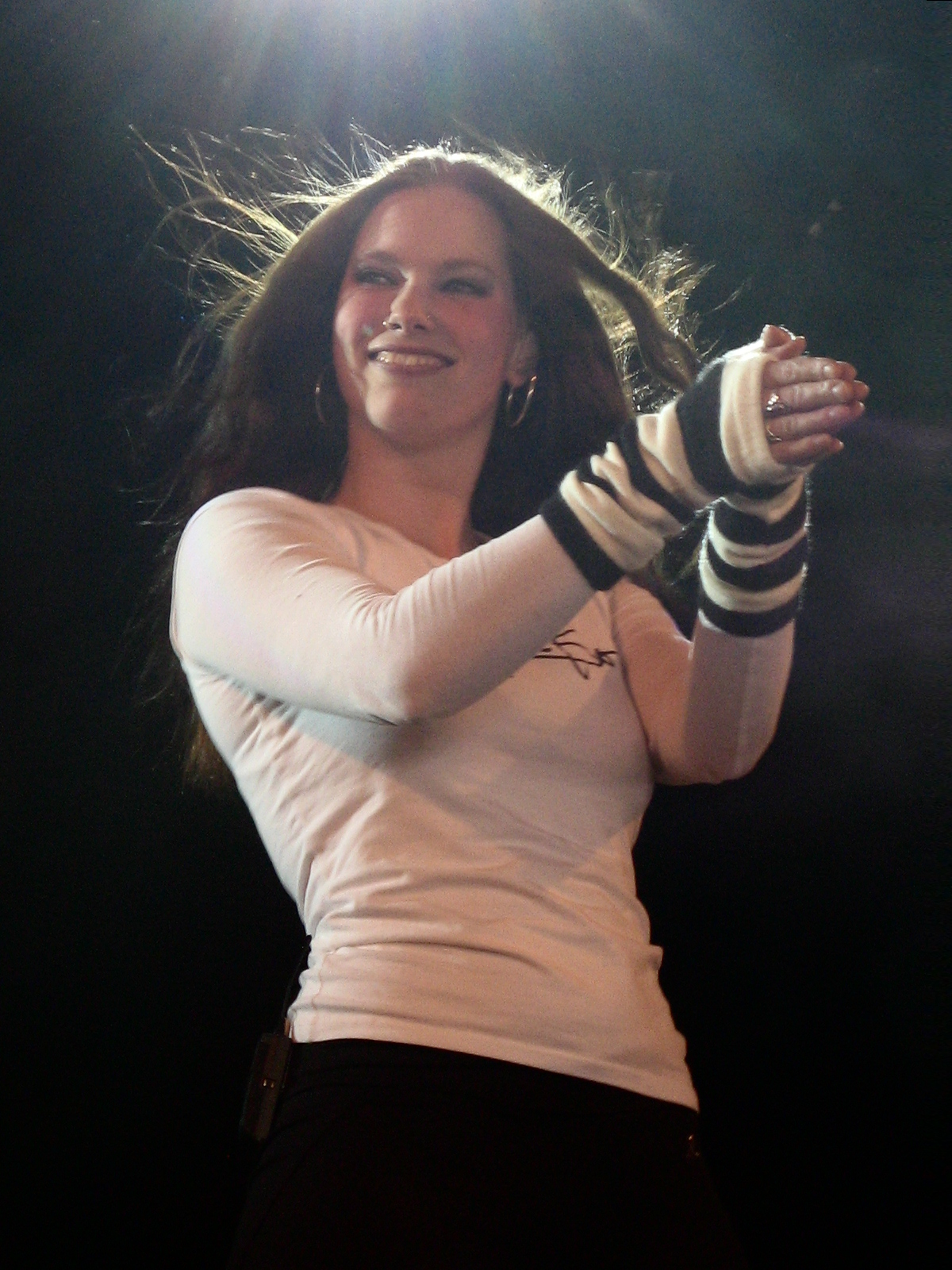
Manda Ophuis of Nemesea

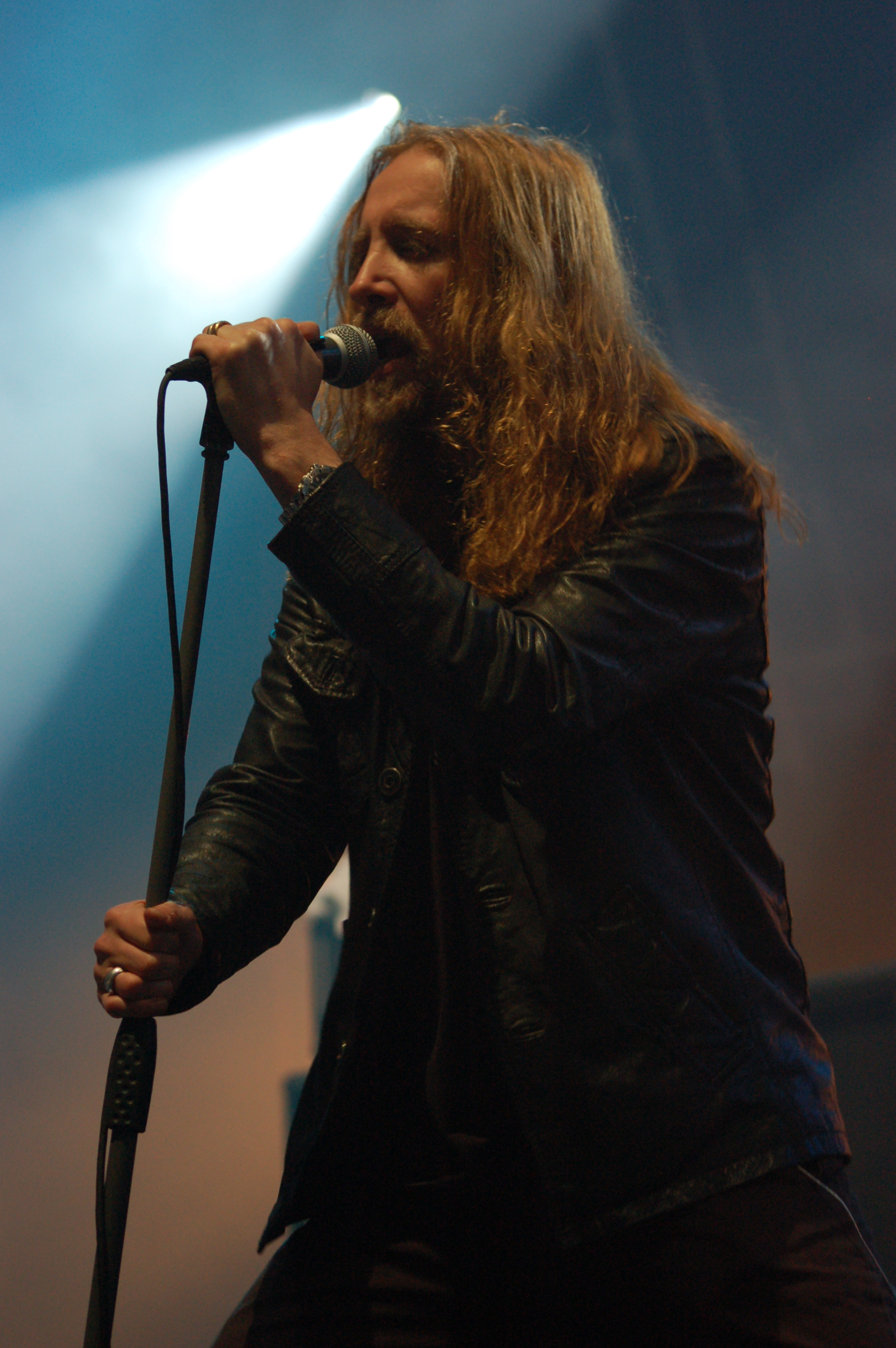
Nick Holmes de la Paradise Lost

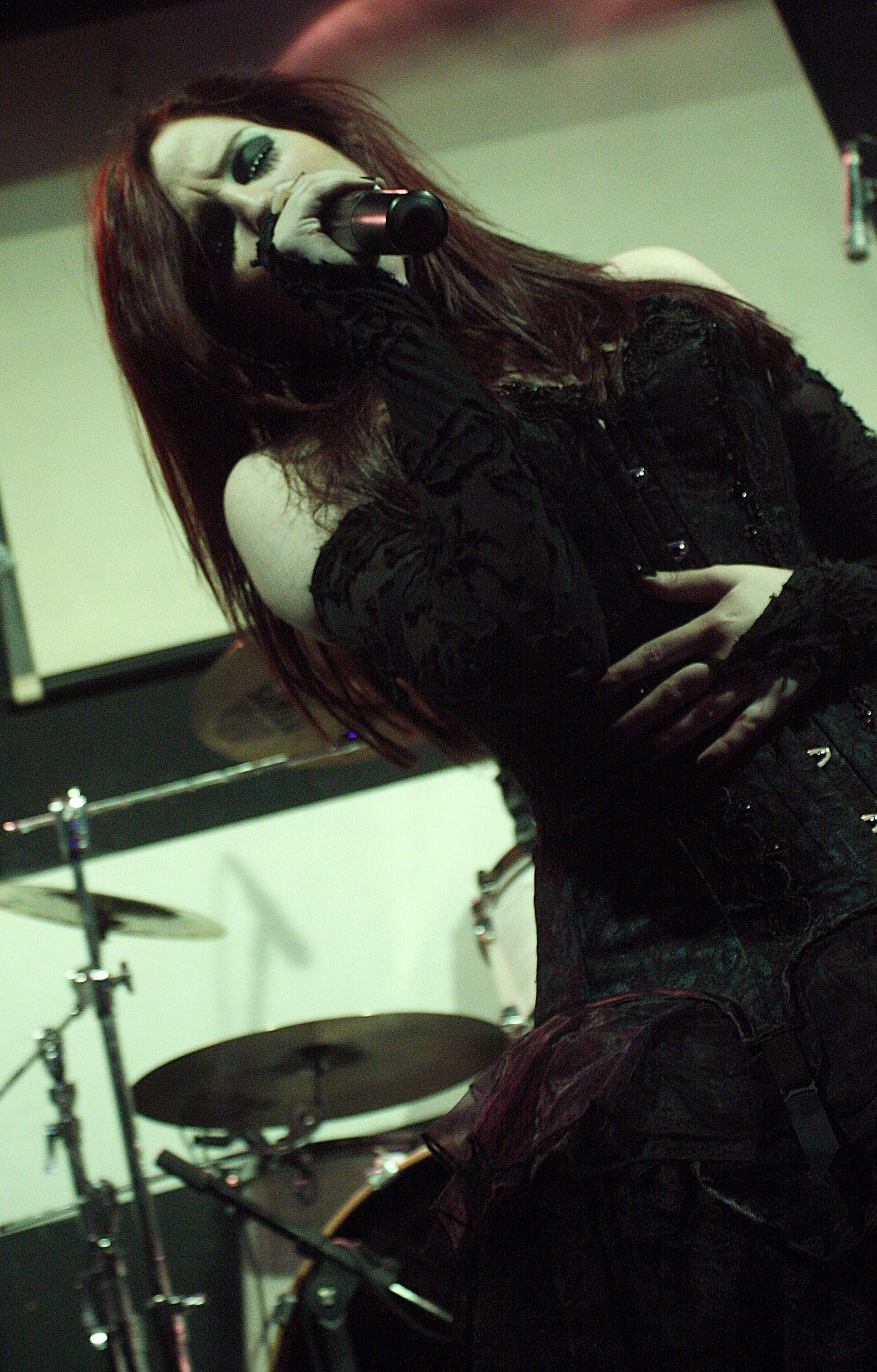
Ailyn de la Sirenia

| Formația                  | Țara                    | Fondată | Referințe                                                      |
| ------------------------- | ----------------------- | ------- | -------------------------------------------------------------- |
| 69 Eyes, The              | Finlanda                | 1989    | [ 1 ]                                                          |
| Abonos                    | Serbia                  | 1999    | [ 2 ]                                                          |
| Ad Inferna                | France / USA            | 1998    | [ 3 ]                                                          |
| After Forever             | The Netherlands         | 1995    | [ 4 ] [ 5 ]                                                    |
| Agathodaimon              | Germany                 | 1995    | [ 6 ]                                                          |
| Aion                      | Poland                  | 1996    | [ 7 ]                                                          |
| Amorphis                  | Finlanda                | 1990    | [ 8 ] [ 9 ]                                                    |
| Anathema                  | UK                      | 1990    | [ 10 ] [ 11 ]                                                  |
| Artrosis                  | Poland                  | 1995    | [ 12 ]                                                         |
| Asrai                     | The Netherlands         | 1988    | [ 13 ] [ 14 ]                                                  |
| Atargatis                 | Germany                 | 1997    | [ 15 ] [ 16 ]                                                  |
| Atrocity                  | Germany                 | 1985    | [ 17 ]                                                         |
| Autumn                    | The Netherlands         | 1995    | [ 18 ] [ 19 ]                                                  |
| Ava Inferi                | Portugal                | 2005    | [ 20 ]                                                         |
| Beseech                   | Sweden                  | 1992    | [ 21 ] [ 22 ] [ 23 ]                                           |
| Cadaveria                 | Italy                   | 2001    | [ 24 ]                                                         |
| Cemetary                  | Sweden                  | 1989    | [ 25 ] [ 26 ]                                                  |
| Chalice                   | Australia               | 1997    | [ 27 ]                                                         |
| Charon                    | Finlanda                | 1992    | [ 28 ]                                                         |
| Celtic Frost              | Switzerland             | 1984    | [ 29 ]                                                         |
| Coronatus                 | Germany                 | 1999    | [ 30 ]                                                         |
| Cradle of Filth           | UK                      | 1991    | [ 31 ] [ 32 ] [ 33 ]                                           |
| Creation’s Tears          | UK                      | 2002    | [ 34 ]                                                         |
| Crematory                 | Germany                 | 1991    | [ 35 ]                                                         |
| Cryptal Darkness          | Australia               | 1993    | [ 36 ]                                                         |
| Cult of Luna              | Sweden                  | 1998    | [ 37 ]                                                         |
| Dakrua                    | Italy                   | 1995    | [ 38 ]                                                         |
| Danzig                    | USA                     | 1987    | [ 39 ]                                                         |
| Dark Princess             | Russia                  | 2004    | [ 40 ]                                                         |
| Darkseed                  | Germany                 | 1992    | [ 41 ]                                                         |
| Darkwell                  | Austria                 | 1999    | [ 42 ]                                                         |
| Deathstars                | Sweden                  | 2001    | [ 43 ]                                                         |
| Delain                    | The Netherlands         | 2002    | [ 44 ] [ 45 ]                                                  |
| Draconian                 | Sweden                  | 1994    | [ 46 ] [ 47 ]                                                  |
| Drastique                 | Italy                   | 1995    | [ 48 ]                                                         |
| Dreams of Sanity          | Austria                 | 1991    | [ 49 ]                                                         |
| Elis                      | Liechtenstein           | 2001    | [ 50 ] [ 51 ]                                                  |
| Elysion                   | Greece                  | 2006    | [ 52 ]                                                         |
| Entwine                   | Finlanda                | 1995    | [ 53 ]                                                         |
| Epica                     | The Netherlands         | 2003    | [ 54 ] [ 55 ]                                                  |
| Erben der Schöpfung       | Liechtenstein           | 1998    | [ 56 ]                                                         |
| The Eternal               | Australia               | 2003    | [ 57 ]                                                         |
| Eternal Tears of Sorrow   | Finlanda                | 1994    | [ 58 ] [ 59 ]                                                  |
| Evanescence               | USA                     | 1995    | [ 60 ] [ 61 ] [ 62 ] [ 63 ] [ 64 ] [ 65 ] [ 66 ] [ 67 ] [ 68 ] |
| Eyes of Eden              | Germany                 | 2005    | [ 69 ]                                                         |
| Flowing Tears             | Germany                 | 1994    | [ 70 ]                                                         |
| For My Pain...            | Finlanda                | 1999    | [ 71 ] [ 72 ]                                                  |
| Gathering, The            | The Netherlands         | 1989    | [ 73 ]                                                         |
| Graveworm                 | Italy                   | 1997    | [ 74 ]                                                         |
| HIM                       | Finlanda                | 1991    | [ 75 ] [ 76 ] [ 77 ] [ 78 ]                                    |
| How Like a Winter         | Italy                   | 1995    | [ 79 ]                                                         |
| Imperia                   | The Netherlands, Norway | 2003    | [ 80 ]                                                         |
| Katatonia                 | Sweden                  | 1991    | [ 81 ]                                                         |
| The Kovenant              | Sweden                  | 1999    | [ 82 ]                                                         |
| Krypteria                 | Germany                 | 2001    | [ 83 ]                                                         |
| Lacrimas Profundere       | Germany                 | 1993    | [ 84 ]                                                         |
| Lacrimosa                 | Germany                 | 1990    | [ 85 ]                                                         |
| Lacuna Coil               | Italy                   | 1994    | [ 73 ] [ 86 ] [ 87 ] [ 88 ] [ 89 ]                             |
| L'Âme Immortelle          | Austria                 | 1996    | [ 90 ]                                                         |
| Leaves' Eyes              | Germany, Norway         | 2003    | [ 87 ] [ 91 ]                                                  |
| Letzte Instanz            | Germany                 | 1996    | [ 92 ]                                                         |
| Lullacry                  | Finlanda                | 1999    | [ 93 ]                                                         |
| Lyriel                    | Germany                 | 2003    | [ 94 ]                                                         |
| Macbeth                   | Italy                   | 1995    | [ 95 ]                                                         |
| Madder Mortem             | Norway                  | 1993    | [ 96 ]                                                         |
| Mandragora Scream         | Italy                   | 1997    | [ 97 ]                                                         |
| Midnattsol                | Germany, Norway         | 2003    | [ 98 ]                                                         |
| Moi dix Mois              | Japan                   | 2002    | [ 99 ]                                                         |
| Moonspell                 | Portugal                | 1992    | [ 100 ] [ 101 ] [ 102 ]                                        |
| Monumentum                | Italy                   | 1987    | [ 103 ]                                                        |
| Mortal Love               | Norway                  | 2001    | [ 104 ]                                                        |
| Motionless in White       | USA                     | 2005    | [ 105 ]                                                        |
| Murder of My Sweet, The   | Sweden                  | 2007    | [ 106 ]                                                        |
| My Dying Bride            | UK                      | 1990    | [ 107 ]                                                        |
| Nemesea                   | The Netherlands         | 2002    | [ 108 ]                                                        |
| Nightwish                 | Finlanda                | 1996    | [ 67 ] [ 109 ] [ 110 ]                                         |
| Notre Dame                | Sweden                  | 1997    | [ 111 ]                                                        |
| Octavia Sperati           | Norway                  | 2000    | [ 112 ]                                                        |
| Old Dead Tree, The        | France                  | 1997    | [ 113 ]                                                        |
| Pale Forest               | Norway                  | 1998    | [ 114 ] [ 115 ]                                                |
| Pale Horse Named Death, A | USA                     | 2011    | [ 116 ] [ 117 ] [ 118 ]                                        |
| Paradise Lost             | UK                      | 1988    | [ 10 ] [ 119 ] [ 120 ] [ 121 ]                                 |
| Penumbra                  | France                  | 1996    | [ 122 ]                                                        |
| Poisonblack               | Finlanda                | 2000    | [ 123 ] [ 124 ]                                                |
| Rain Fell Within          | USA                     | 1996    | [ 125 ]                                                        |
| Riot                      | USA                     | 1975    | [ 126 ]                                                        |
| Rotting Christ            | Greece                  | 1987    | [ 127 ]                                                        |
| Sentenced                 | Finlanda                | 1989    | [ 128 ] [ 129 ] [ 130 ]                                        |
| Silentium                 | Finlanda                | 1995    | [ 131 ]                                                        |
| Sinamore                  | Finlanda                | 1998    | [ 132 ]                                                        |
| Sins of Thy Beloved, The  | Norway                  | 1996    | [ 133 ]                                                        |
| Sirenia                   | Norway                  | 2001    | [ 134 ]                                                        |
| Sorrowful Angels          | Greece                  | 1999    | [ 135 ]                                                        |
| Stravaganzza              | Spain                   | 2004    | [ 136 ]                                                        |
| Stream of Passion         | The Netherlands         | 2005    | [ 137 ]                                                        |
| Taia                      | Japan                   | 1998    | [ 138 ]                                                        |
| Theatre of Tragedy        | Norway                  | 1992    | [ 139 ] [ 140 ]                                                |
| Theatres des Vampires     | Italy                   | 1994    | [ 141 ]                                                        |
| Therion                   | Sweden                  | 1987    | [ 142 ] [ 143 ]                                                |
| Tiamat                    | Sweden                  | 1988    | [ 73 ] [ 144 ] [ 145 ]                                         |
| Trail of Tears            | Norway                  | 1994    | [ 146 ] [ 147 ]                                                |
| Tristania                 | Norway                  | 1996    | [ 148 ]                                                        |
| Type O Negative           | USA                     | 1990    | [ 149 ] [ 150 ] [ 151 ] [ 152 ]                                |
| Undish                    | Poland                  | 1991    | [ 153 ]                                                        |
| Unshine                   | Finlanda                | 2000    | [ 154 ]                                                        |
| Urn                       | USA                     | 1994    | [ 155 ]                                                        |
| Virgin Black              | Australia               | 1993    | [ 156 ]                                                        |
| Vision Bleak, The         | Germany                 | 2000    | [ 157 ] [ 158 ]                                                |
| We Are the Fallen         | USA                     | 2009    | [ 159 ] [ 160 ]                                                |
| Within Temptation         | The Netherlands         | 1996    | [ 161 ] [ 162 ] [ 163 ]                                        |
| Xandria                   | Germany                 | 1997    | [ 164 ]                                                        |